# Karl Oppitzhauser
Karl Oppitzhauser, född 4 oktober 1941 i Bruck an der Leitha, är en österrikisk racerförare.
Oppitzhauser försökte kvalificera sig till formel 1-loppet i Österrike 1976 med en privat March-Ford, men han misslyckades.